# Matija Škarabot
Matija Škarabot (ur. 4 lutego 1988 w Novej Goricy) – słoweński piłkarz występujący na pozycji obrońcy w słoweńskim klubie Gorica. Ma za sobą występy w reprezentacji Słowenii do lat 21.